# Galactia rudolphioides
Galactia rudolphioides är en ärtväxtart som först beskrevs av August Heinrich Rudolf Grisebach, och fick sitt nu gällande namn av George Bentham och Joseph Dalton Hooker. Galactia rudolphioides ingår i släktet Galactia och familjen ärtväxter. Inga underarter finns listade i Catalogue of Life.